# Катнахпюр
Катнахпюр (арм. Կաթնաղբյուր, букв. «Молочный родник») — в армянской мифологии легендарный животворный святой источник. Считалось, что вода в катнахпюре обладает чудодейственным свойством умножать молоко рожениц, вследствие чего самым надежным считалось брать воду для кормящих матерей из молочных родников - катнахпюров. У древних армян был календарный праздник Катнахпюра, который отмечался 7 мая.
В селе Мармарик Котайкской области в начале XX века всё ещё сохранялся обряд, по которому женщины пекли пресную лепёшку, приходили к источнику, который считался животворящим, зажигали свечи, съедали шесть кусков лепёшки, а седьмой оставляли у воды и пьют семь пригоршней воде. А в Васпуракане у родника между селами Спканиц и Мараканц женщины втыкали булавки своих налобных украшений в дно ключа родника, затем грудь окропляли водой.

## Катнахпюры в повседневной жизни
Рано утром женщины села приходили к катнахпюру, где воскуряли ладан, зажигали свечи и молились. Они обмывали вымя своих коров и буйволиц священной водой катнахпюра, чтобы обеспечить обилие молока. Затем к ним подходил пастух и 
отводил животных на пастбище, а женщины садились за трапезу и распевали песни. С такой же целью обилия молока в селе Мунчусун бросали в воду послед отелившейся коровы.
Катнахпюры не только умножали молоко у женщин, но и лечили различные болезни и назывались родниками бессмертия. О них упоминается в песнях, которые поются в праздник Благовещения:
Смерть и серп пущу я в ход,
Родник молока испущу,
Слепых и плешивых вылечу…
Когда дети затруднялись ходить, то обращались к катнахпюру: дитя поднимали поочередно на каждый из четырёх углов бассейна родника, каждый раз завязывая ножки, и снова разрезая путы, освобождая ножки, в течение всего ритуала совершающие обряд задавали друг другу определённые вопросы и получали соответствующие ответы.
Новорождённых, захворавших от луны также лечили водой – у колыбели ставили сосуд с водой из катнахпюра, на сосуд – пелёнки, но так чтобы они не намокли, а утром ребёнка пеленали этими пелёнками, которые от воды получали целебную силу.
Об исключительном отношении армян к катнахпюрам свидетельствует также памятник-родник, построенный в 1967 году во дворе Эчмиадзинского кафедрального собора в честь чудодейственного катнахпюра в городе Кхи, в Эрзеруме.

## В литературе
- В эпосе Давид Сасунский именно вода родника Катнахпюр заживляет сломанное ребро Куркика Джалали - коня Давида, при этом Давид испив воды этого родника, становится силачом[7].